# Fernando Velásquez Velásquez
Fernando Velásquez Velásquez (1955) es un abogado penalista y profesor universitario colombiano. 
Estudió en la Universidad de Antioquia donde obtuvo el título de Doctor en Derecho y Ciencias Políticas en 1979. Fue becario de la sociedad Max Planck (1981, 1985) y de la Fundación Alexander Von Humboldt (1991-1993, 2005). Es doctor honoris causa en Derecho de la Universidad Sergio Arboleda (2023).
Es autor de numerosos artículos en el ámbito del derecho penal publicados en revistas y en libros colectivos de diversos países, de decenas de ponencias presentadas en Congresos de su especialidad, y de libros relacionados con las materias de las cuales se ocupa entre los que deben mencionarse Derecho Penal. Parte General (tres ediciones con la Editorial Temis y una, la cuarta, de 2009, con la Editorial Comlibros en Colombia y la Editorial Jurídica de Chile); Manual de Derecho Penal. Parte General (dos ediciones con la Editorial Temis; la tercera con la Editorial Comlibros y, las tres últimas, con la Editorial Jurídica Andrés Morales), “Fundamentos de Derecho Penal, Parte General, 6 ediciones de las cuales las tres últimas con la Editorial Tirant lo Blanch (2023).
Ha sido profesor de las Universidades de Antioquia, de Medellín, Pontificia Bolivariana y, desde 2006 hasta comienzos de 2024, de la Universidad Sergio Arboleda de Bogotá, en la cual fue el director del Departamento de Derecho Penal, de la Especialización en Derecho Penal y Codirector de la Maestría en Derecho Penal; desde comienzos de 2024 es asesor académico externo de esta última casa de estudios. También, se desempeñó como columnista muy destacado del periódico El Colombiano de Medellín, desde 2013 hasta 2021.
- Datos: Q2886475